# Левківка (Голованівський район)
Левківка — село в Україні, у Новоархангельській селищній громаді Голованівського району Кіровоградської області.
Згідно відомих джерел, засноване 1600 року.
Населення становить 206 осіб, більшість населення — люди похилого віку.

## Географія
У селі річка Стрельцова впадає у Маломужів, праву притоку Синюхи.

## Населення
Згідно з переписом УРСР 1989 року чисельність наявного населення села становила 416 осіб, з яких 172 чоловіки та 244 жінки.
За переписом населення України 2001 року в селі мешкало 328 осіб. 100 % населення вказало своєю рідною мовою українську мову.